# Mikroregion Governador Valadares

Governador Valadares

Mikroregion Governador Valadares – mikroregion w brazylijskim stanie Minas Gerais należący do mezoregionu Vale do Rio Doce.

## Gminy
- Alpercata
- Campanário
- Capitão Andrade
- Coroaci
- Divino das Laranjeiras
- Engenheiro Caldas
- Fernandes Tourinho
- Frei Inocêncio
- Galiléia
- Governador Valadares
- Itambacuri
- Itanhomi
- Jampruca
- Marilac
- Mathias Lobato
- Nacip Raydan
- Nova Módica
- Pescador
- São Geraldo da Piedade
- São Geraldo do Baixio
- São José da Safira
- São José do Divino
- Sobrália
- Tumiritinga
- Virgolândia